# Gro Kvinlog
Gro Kvinlog Genlid (ur. 8 czerwca 1976 r.) – norweska narciarka, specjalistka narciarstwa dowolnego. Najlepszy wynik na mistrzostwach świata osiągnęła podczas mistrzostw w Ruka, gdzie zajęła 7. miejsce w skicrossie. Zajęła także 27. miejsce w tej samej konkurencji na igrzyskach olimpijskich w Vancouver. Najlepsze wyniki w Pucharze Świata osiągnęła w sezonie 2009/2010, kiedy to zajęła 53. miejsce w klasyfikacji generalnej.

## Sukcesy

### Igrzyska olimpijskie
| Miejsce | Dzień     | Rok  | Miejscowość | Konkurencja | Zwycięzca       |
| ------- | --------- | ---- | ----------- | ----------- | --------------- |
| 27.     | 23 lutego | 2010 | Vancouver   | Skicross    | Ashleigh McIvor |

### Mistrzostwa Świata
| Miejsce | Dzień    | Rok  | Miejscowość | Konkurencja | Zwycięzca       |
| ------- | -------- | ---- | ----------- | ----------- | --------------- |
| 7.      | 18 marca | 2005 | Ruka        | Skicross    | Karin Huttary   |
| 12.     | 2 marca  | 2009 | Inawashiro  | Skicross    | Ashleigh McIvor |

### Puchar Świata

#### Miejsca w klasyfikacji generalnej
- 2007/2008 – 57.
- 2008/2009 – 60.
- 2009/2010 – 53.

#### Miejsca na podium
1. Hasliberg – 9 marca 2008 (Skicross) – 3. miejsce